# Bonneville-sur-Touques

Bonneville-sur-Touques este o comună în departamentul Calvados, Franța. În 1 ianuarie 2022 avea o populație de 323 de locuitori.